# Camillo Mastrocinque
Camillo Mastrocinque (* 11. Mai 1901 in Rom; † 23. April 1969 ebenda) war ein italienischer Filmregisseur, Drehbuchautor und Schauspieler.

## Leben
Mastrocinque verbrachte viele Jahre in Frankreich, wohin er wegen der Vertiefung seines Architekturstudiums gegangen war und dann als Theaterdramaturg und Regieassistent beim Film arbeitete; seit den 1920er Jahren war er in der Filmbranche tätig. Nach der Rückkehr in sein Geburtsland dauerte es noch bis 1937, bis er selbst Regie führte. Bis zu seinem Rückzug drehte er etwa 60 Filme, darunter etliche Komödien; häufig arbeitete er hier mit dem Komiker Totò zusammen. Gegen Ende seiner Karriere drehte er auch zwei Horrorfilme und inszenierte für das Fernsehen. Gelegentlich ließ er sich (so von Pietro Germi oder Lucio Fulci) auch als Schauspieler engagieren.
Mastrocinque gewann 1941 den Preis bei den Filmfestspielen von Venedig für den Film I Mariti. In Rom ist eine Straße nach ihm benannt.

## Filmografie (Auswahl)
- 1937: Regina della Scala
- 1938: Voglio vivere con Letizia
- 1939: Bionda sotto chiave
- 1940: La danza dei milioni
- 1941: I mariti
- 1942: Fürstin Fedora (Fedora)
- 1947: Fürstin Waldenburgs letzte Liebe (Il cavaliere del sogno)
- 1948: Im Namen des Gesetzes (In nome della legge) (Darsteller)
- 1949: Wenn die Liebe stirbt (Duello senza onore)
- 1950: Unerbittliche Liebe (Gli inesorabili)
- 1950: Land der Sehnsucht
- 1955: Siamo uomini o caporali
- 1955: Der Barbier von Sevilla (Figaro, il barbiere di Siviglia)
- 1956: Die Bande der Ehrlichen (La banda degli onesti)
- 1956: Tòtò, Peppino und das leichte Mädchen (Totò, Peppino e… la malafemmina)
- 1957: Mein Allerwertester (Totò, Vittorio e la dottoressa)
- 1958: Pariser wider Willen (Totò a Parigi)
- 1959: Die Hartgesottenen (Noi duri)
- 1959: Mädchen mit hübschen Beinen (Le bellissime gambe di Sabrina)
- 1959: Die halbstarken Eltern (Genitori in blue jeans)
- 1960: Rosemarie GmbH (Anonima cocottes)
- 1964: Volles Herz und leere Taschen (…e la donna creò l'uomo)
- 1964: Ein Toter hing am Glockenseil (La cripta e l'incubo)
- 1966: Ein Engel für den Teufel (Un angelo per Satana)